# كرايغ ويلسون (لاعب كرلنغ)
كرايغ ويلسون (بالإنجليزية: Craig Wilson)‏ هو لاعب كرلنغ بريطاني، ولد في 14 سبتمبر 1973 في دامفريس ‏ في المملكة المتحدة.

## وصلات خارجية
- كرايغ ويلسون على موقع الاتحاد الدولي للكرلنغ (الإنجليزية)
- كرايغ ويلسون على موقع اللجنة الأولمبية الدولية (الإنجليزية)
- كرايغ ويلسون على موقع أوليمبيديا (الإنجليزية)
- كرايغ ويلسون على موقع اللجنة الأولمبية البريطانية (الإنجليزية)